# Volley Milano 2024-2025
Questa voce raccoglie le informazioni riguardanti il Volley Milano nelle competizioni ufficiali della stagione 2024-2025.

## Stagione
Nella stagione 2024-25 il Volley Milano assume la denominazione sponsorizzata di Mint Vero Volley Monza.
Il raggiungimento della finale di Coppa Italia 2023-24 qualifica la squadra di Milano alla Supercoppa italiana: esce nelle semifinali a seguito della sconfitta contro la Trentino.
Partecipa per la quattordicesima volta alla Superlega: chiude la regular season di campionato all'undicesimo posto in classifica.
I risultati della stagione precedente permettono al Milano di disputare la Champions League: il primo posto in classifica nel proprio raggruppamento nella fase a gironi permette l'accesso alla fase a eliminazione diretta dove viene eliminata nei quarti di finale nella doppia sfida contro la Sir Safety Perugia.

## Organigramma societario
Area direttiva
- Presidente: Alessandra Marzari
- Vicepresidente: Silvia Fortunato
- Team manager: Laura Ferro, Roberta Fusi
- Direttore sportivo: Claudio Bonati

Area tecnica
- Allenatore: Massimo Eccheli
- Allenatore in seconda: Antonello Andriani
- Assistente allenatore: Riccardo Lugli
- Scout man: Danilo Contrario
- Court manager: Riccardo Pagani

Area comunicazione
- Ufficio stampa: Camilla Frigerio
- Area comunicazione: Dario Keller
- Social media manager: Giovanni Paini, Andrea Torelli
- Responsabile eventi: Elisa Barni

Area marketing
- Ufficio marketing: Gianpaolo Martire, Alfredo De Martini (fino al 27 febbraio 2025)

Area sanitaria
- Medico: Laura Ferrari, Carlo Maria Pozzi
- Fisioterapista: Federico Aoli
- Preparatore atletico: Silvio Colnago
- Psicologo: Barbara Rossi
- Nutrizionista: Valentina Segreto
- Osteopata: Selena Moschella

## Rosa
| N° | Nome                | Ruolo | Data di nascita   | Nazionalità sportiva |
| -- | ------------------- | ----- | ----------------- | -------------------- |
| 1  | Lee Woo-jin         | S     | 16 maggio 2005    | Corea del Sud        |
| 2  | Diego Frascio       | O     | 22 luglio 2006    | Italia               |
| 5  | Osmany Juantorena   | S     | 12 agosto 1985    | Italia               |
| 6  | Erik Röhrs          | S     | 24 aprile 2001    | Germania             |
| 7  | Luka Marttila       | S     | 30 giugno 2003    | Finlandia            |
| 9  | Ibrahim Lawani      | O     | 15 settembre 2001 | Francia              |
| 11 | Filippo Mancini     | P     | 7 settembre 2004  | Italia               |
| 12 | Leandro Mosca       | C     | 5 settembre 2000  | Italia               |
| 13 | Thomas Beretta      | C     | 18 aprile 1990    | Italia               |
| 14 | Fernando Kreling    | P     | 13 gennaio 1996   | Brasile              |
| 17 | Matteo Picchio      | L     | 12 febbraio 2000  | Italia               |
| 18 | Gabriele Di Martino | C     | 20 luglio 1997    | Italia               |
| 19 | Taylor Averill      | C     | 5 marzo 1992      | Stati Uniti          |
| 20 | Marco Gaggini       | L     | 7 aprile 2002     | Italia               |
| 24 | Ivan Zaytsev        | O     | 2 ottobre 1988    | Italia               |
| 31 | Arthur Szwarc       | O     | 30 marzo 1995     | Canada               |

## Mercato
| Acquisti | Acquisti        | Acquisti          | Acquisti   |
| R.       | Nome            | da                | Modalità   |
| -------- | --------------- | ----------------- | ---------- |
| C        | Taylor Averill  | Projekt Warszawa  | definitivo |
| P        | Filippo Mancini | Porto Robur Costa | definitivo |
| C        | Leandro Mosca   | Verona            | definitivo |
| O        | Ibrahim Lawani  | -                 | definitivo |
| S        | Luka Marttila   | Montpellier       | definitivo |
| L        | Matteo Picchio  | Libertas Brianza  | definitivo |
| S        | Erik Röhrs      | Lüneburg          | definitivo |
| S        | Lee Woo-jin     | -                 | definitivo |

| Cessioni                               | Cessioni            | Cessioni         | Cessioni   |
| R.                                     | Nome                | a                | Modalità   |
| -------------------------------------- | ------------------- | ---------------- | ---------- |
| C                                      | Francesco Comparoni | M&G              | definitivo |
| C                                      | Gianluca Galassi    | You Energy       | definitivo |
| S                                      | Eric Loeppky        | Lube             | definitivo |
| L                                      | Flavio Morazzini    | Pineto           | definitivo |
| S                                      | Stephen Maar        | You Energy       | definitivo |
| O                                      | Nik Mujanović       | Paris            | definitivo |
| S                                      | Ran Takahashi       | Suntory Sunbirds | definitivo |
| P                                      | Petar Višić         | Dinamo Bucarest  | definitivo |
| Trasferimenti nel corso della stagione |                     |                  |            |
| S                                      | Osmany Juantorena   | -                | svincolato |
| O                                      | Ivan Zaytsev        | Galatasaray      | definitivo |

## Risultati

### Superlega

#### Girone di andata
| 1ª giornata - 29 settembre 2024 Palasport, Porto San Giorgio              | M&G      | 2 - 3 | Milano             | 23-25, 25-16, 30-32, 26-24, 9-15 |
| 2ª giornata - 5 ottobre 2024 Arena di Monza, Monza                        | Milano   | 0 - 3 | You Energy         | 22-25, 24-26, 23-25              |
| 3ª giornata - 13 ottobre 2024 PalaCivitanova, Civitanova Marche           | Lube     | 3 - 0 | Milano             | 25-20, 25-22, 25-22              |
| 4ª giornata - 20 ottobre 2024 Arena di Monza, Monza                       | Milano   | 1 - 3 | Powervolley Milano | 29-31, 26-24, 22-25, 22-25       |
| 5ª giornata - 27 ottobre 2024 PalaPanini, Modena                          | Modena   | 3 - 0 | Milano             | 25-17, 25-21, 25-16              |
| 6ª giornata - 3 novembre 2024 Arena di Monza, Monza                       | Milano   | 3 - 2 | Prisma Taranto     | 25-19, 25-21, 20-25, 21-25, 15-9 |
| 7ª giornata - 10 novembre 2024 PalaSanLazzaro, Padova                     | Padova   | 3 - 0 | Milano             | 25-23, 25-21, 25-21              |
| 8ª giornata - 17 novembre 2024 Arena di Monza, Monza                      | Milano   | 3 - 1 | Verona             | 27-25, 25-22, 18-25, 25-22       |
| 9ª giornata - 24 novembre 2024 PalaTrento, Trento                         | Trentino | 3 - 0 | Milano             | 25-15, 25-16, 25-20              |
| 10ª giornata - 1º dicembre 2024 Arena di Monza, Monza                     | Milano   | 1 - 3 | Sir Safety Perugia | 27-25, 15-25, 17-25, 20-25       |
| 11ª giornata - 8 dicembre 2024 Palazzetto dello Sport, Cisterna di Latina | Cisterna | 3 - 1 | Milano             | 25-20, 21-25, 25-21, 30-28       |

#### Girone di ritorno
| 12ª giornata - 13 dicembre 2024 Arena di Monza, Monza    | Milano             | 0 - 3 | M&G      | 22-25, 24-26, 21-25               |
| 13ª giornata - 21 dicembre 2024 PalaBanca, Piacenza      | You Energy         | 3 - 0 | Milano   | 25-21, 25-17, 25-19               |
| 14ª giornata - 26 dicembre 2024 Arena di Monza, Monza    | Milano             | 3 - 2 | Lube     | 25-13, 22-25, 17-25, 31-29, 15-12 |
| 15ª giornata - 6 gennaio 2025 Palalido, Milano           | Powervolley Milano | 3 - 0 | Milano   | 42-40, 28-26, 25-23               |
| 16ª giornata - 12 gennaio 2025 Arena di Monza, Monza     | Milano             | 0 - 3 | Modena   | 21-25, 24-26, 17-25               |
| 17ª giornata - 19 gennaio 2025 PalaMazzola, Taranto      | Prisma Taranto     | 3 - 2 | Milano   | 22-25, 25-20, 23-25, 27-25, 15-11 |
| 18ª giornata - 2 febbraio 2025 Arena di Monza, Monza     | Milano             | 3 - 1 | Padova   | 25-23, 21-25, 25-23, 25-23        |
| 19ª giornata - 9 febbraio 2025 PalaOlimpia, Verona       | Verona             | 3 - 0 | Milano   | 25-18, 25-20, 25-21               |
| 20ª giornata - 15 febbraio 2025 Arena di Monza, Monza    | Milano             | 0 - 3 | Trentino | 20-25, 21-25, 15-25               |
| 21ª giornata - 23 febbraio 2025 PalaEvangelisti, Perugia | Sir Safety Perugia | 3 - 1 | Milano   | 28-26, 23-25, 25-17, 25-16        |
| 22ª giornata - 2 marzo 2025 Arena di Monza, Monza        | Milano             | 3 - 2 | Cisterna | 25-27, 25-19, 26-28, 26-24, 17-15 |

### Supercoppa italiana
| Semifinali - 21 settembre 2024 Palazzo Wanny, Firenze | Trentino | 3 - 0 | Milano | 25-20, 25-21, 25-23 |

### Champions League

#### Fase a gironi
| 1ª giornata - 14 novembre 2024 Arena di Monza, Monza              | Milano     | 3 - 2 | Olympiakos | 20-25, 25-20, 26-28, 25-23, 15-8 |
| 2ª giornata - 20 novembre 2024 Burhan Felek Spor Salonu, Istanbul | Fenerbahçe | 0 - 3 | Milano     | 23-25, 20-25, 23-25              |
| 3ª giornata - 3 dicembre 2024 Volksbank-Arena, Hildesheim         | Giesen     | 2 - 3 | Milano     | 16-25, 25-22, 22-25, 25-21, 9-15 |
| 4ª giornata - 17 dicembre 2024 Arena di Monza, Monza              | Milano     | 3 - 1 | Fenerbahçe | 25-23, 25-21, 23-25, 25-20       |
| 5ª giornata - 16 gennaio 2025 AK Melina Merkourī, Rentis          | Olympiakos | 3 - 1 | Milano     | 26-24, 26-24, 22-25, 25-21       |
| 6ª giornata - 29 gennaio 2025 Arena di Monza, Monza               | Milano     | 3 - 1 | Giesen     | 23-25, 25-22, 25-19, 25-22       |

#### Fase a eliminazione diretta
| Quarti di finale (andata) - 11 marzo 2025 Arena di Monza, Monza     | Milano             | 1 - 3 | Sir Safety Perugia | 25-19, 16-25, 17-25, 25-27 |
| Quarti di finale (ritorno) - 20 marzo 2025 PalaEvangelisti, Perugia | Sir Safety Perugia | 3 - 1 | Milano             | 25-18, 23-25, 25-14, 31-29 |

## Statistiche

### Statistiche di squadra
| Competizione        | Punti | In casa | In casa | In casa | In trasferta | In trasferta | In trasferta | Totale | Totale | Totale |
| Competizione        | Punti | G       | V       | P       | G            | V            | P            | G      | V      | P      |
| ------------------- | ----- | ------- | ------- | ------- | ------------ | ------------ | ------------ | ------ | ------ | ------ |
| Superlega           | 15    | 11      | 5       | 6       | 11           | 1            | 10           | 22     | 6      | 16     |
| Supercoppa italiana | -     | -       | -       | -       | -            | -            | -            | 1      | 0      | 1      |
| Champions League    | 13    | 4       | 3       | 1       | 4            | 2            | 2            | 8      | 5      | 3      |
| Totale              | -     | 15      | 8       | 7       | 15           | 3            | 12           | 31     | 11     | 20     |

G = partite giocate; V = partite vinte; P = partite perse

### Statistiche dei giocatori
| Giocatore     | Superlega | Superlega | Superlega | Superlega | Superlega | Supercoppa italiana | Supercoppa italiana | Supercoppa italiana | Supercoppa italiana | Supercoppa italiana | Champions League | Champions League | Champions League | Champions League | Champions League | Totale | Totale | Totale | Totale | Totale |
| Giocatore     | P         | PT        | AV        | MV        | BV        | P                   | PT                  | AV                  | MV                  | BV                  | P                | PT               | AV               | MV               | BV               | P      | PT     | AV     | MV     | BV     |
| ------------- | --------- | --------- | --------- | --------- | --------- | ------------------- | ------------------- | ------------------- | ------------------- | ------------------- | ---------------- | ---------------- | ---------------- | ---------------- | ---------------- | ------ | ------ | ------ | ------ | ------ |
| T. Averill    | 17        | 93        | 68        | 19        | 6         | -                   | -                   | -                   | -                   | -                   | 8                | 84               | 59               | 20               | 5                | 24     | 177    | 127    | 39     | 11     |
| T. Beretta    | 22        | 125       | 77        | 42        | 6         | 1                   | 5                   | 4                   | 1                   | 0                   | 6                | 36               | 31               | 5                | 0                | 29     | 166    | 112    | 48     | 6      |
| G. Di Martino | 20        | 83        | 49        | 29        | 5         | 1                   | 3                   | 2                   | 1                   | 0                   | 5                | 27               | 20               | 7                | 0                | 26     | 113    | 71     | 37     | 5      |
| D. Frascio    | 7         | 39        | 37        | 2         | 0         | -                   | -                   | -                   | -                   | -                   | 4                | 38               | 34               | 3                | 1                | 11     | 77     | 71     | 5      | 1      |
| M. Gaggini    | 22        | 0         | 0         | 0         | 0         | 1                   | 0                   | 0                   | 0                   | 0                   | 8                | 0                | 0                | 0                | 0                | 31     | 0      | 0      | 0      | 0      |
| O. Juantorena | 6         | 18        | 17        | 0         | 1         | 0                   | 0                   | 0                   | 0                   | 0                   | 0                | 0                | 0                | 0                | 0                | 6      | 18     | 17     | 0      | 1      |
| F. Kreling    | 22        | 35        | 13        | 8         | 14        | 1                   | 2                   | 0                   | 0                   | 2                   | 8                | 11               | 4                | 4                | 3                | 29     | 48     | 17     | 12     | 19     |
| I. Lawani     | 9         | 11        | 11        | 0         | 0         | 1                   | 0                   | 0                   | 0                   | 0                   | 3                | 35               | 32               | 2                | 1                | 13     | 46     | 43     | 2      | 1      |
| Lee W.j.      | 4         | 1         | 1         | 0         | 0         | 0                   | 0                   | 0                   | 0                   | 0                   | 2                | 4                | 3                | 1                | 0                | 6      | 5      | 4      | 1      | 0      |
| F. Mancini    | 17        | 2         | 0         | 0         | 2         | 1                   | 0                   | 0                   | 0                   | 0                   | 5                | 1                | 0                | 0                | 1                | 23     | 3      | 0      | 0      | 3      |
| L. Marttila   | 22        | 193       | 171       | 10        | 12        | 1                   | 15                  | 14                  | 0                   | 1                   | 8                | 69               | 59               | 5                | 5                | 31     | 277    | 244    | 15     | 18     |
| L. Mosca      | 0         | 0         | 0         | 0         | 0         | -                   | -                   | -                   | -                   | -                   | 0                | 0                | 0                | 0                | 0                | 0      | 0      | 0      | 0      | 0      |
| M. Picchio    | 5         | 0         | 0         | 0         | 0         | 1                   | 0                   | 0                   | 0                   | 0                   | 1                | 0                | 0                | 0                | 0                | 7      | 0      | 0      | 0      | 0      |
| E. Röhrs      | 20        | 220       | 177       | 25        | 18        | 1                   | 9                   | 9                   | 0                   | 0                   | 7                | 83               | 72               | 6                | 5                | 28     | 312    | 258    | 31     | 23     |
| A. Szwarc     | 22        | 309       | 260       | 29        | 20        | 1                   | 14                  | 12                  | 0                   | 2                   | 8                | 73               | 64               | 5                | 4                | 31     | 396    | 336    | 34     | 26     |
| I. Zaytsev    | 11        | 98        | 81        | 13        | 4         | -                   | -                   | -                   | -                   | -                   | 4                | 58               | 49               | 7                | 2                | 15     | 156    | 130    | 20     | 6      |

P = presenze; PT = punti totali; AV = attacchi vincenti; MV = muri vincenti; BV = battute vincenti